# Polycarpa itera
Polycarpa itera är en sjöpungsart som beskrevs av Monniot 1977. Polycarpa itera ingår i släktet Polycarpa och familjen Styelidae. Inga underarter finns listade i Catalogue of Life.